# Geometra symaria
Geometra symaria là một loài bướm đêm trong họ Geometridae.